# آبشار وونوتوبو
آبشار وونوتوبو (به لاتین: Wonotobo Falls) یک آبشار در سورینام است که در Courantyne River, Suriname واقع شده‌است.